# Бос, Кимберли
Кимберли Бос (нидерл. Kimberley Bos; род. 7 октября 1993, Эде, Гелдерланд) — нидерландская скелетонистка, бронзовый призёр Олимпийских игр 2022 года (первый в истории призёр Олимпийских игр по скелетону от Нидерландов), чемпионка мира 2025 года, чемпионка Европы 2022 года, обладательница Кубка мира 2021/22 и 2023/24, многократный победитель этапов Кубка мира.

## Спортивная карьера
В сборной Нидерландов — с 2010 года. Изначально специализировалась в бобслее. Стала бронзовым призёром в двойках на Юношеских Олимпийских играх в Инсбруке в 2012 году. В сезоне 2013—2014 годов приняла решение перейти в скелетон, где и продолжила свою спортивную карьеру. В 2016 году на молодёжном чемпионате мира по скелетону, который проходил в Винтерберге, заняла второе место и завоевала серебряную медаль. 2 декабря 2016 года на трассе в Канаде дебютировала на этапах Кубка мира по скелетону.
Участвовала в зимних Олимпийских играх 2018 года в Южной Корее, где по итогам четырёх спусков заняла 8 место.
На чемпионате мира 2019 года Кимберли заняла итоговое тринадцатое место, а на мировом первенстве 2020 года стала пятнадцатой.
На первых четырёх этапах Кубка мира сезона 2020/21 Кимберли три раза становилась второй и один раз третьей. В общем зачёте Кубка мира заняла третье место, уступив Жанин Флок и Тине Херман.
На зимних Олимпийских играх 2022 года в Пекине завоевала бронзовую медаль.
По итогам сезона 2021/22 выиграла Кубок мира. На 8 этапах Бос одержала три победы и ещё три раза была второй. В следующем сезоне заняла второе место в общем зачёте Кубка мира, уступив Тине Херман. В сезоне 2023/24 вновь выиграла Кубок мира, на 8 этапах Бос дважды была первой и трижды третьей.